# سد وادي عينونة
سد وادي عينونة؛ هو أحد السدود الواقعة في محافظة ضباء بمنطقة تبوك شمال المملكة العربية السعودية.

## نبذة
يعتبر سد وادي عينونة من السدود الترابية المغلقة بالخرسانة بطول 400 متر وبارتفاع تسعة أمتار وبسعة تخزينية تصل إلى 708,400 متر مكعب. 

## أهداف إنشاء السد
تم إنشاء السد بهدف تخفيف حدة الفيضانات وحفظ الأرواح والممتلكات وتخزين المياه لصرفها وفق متطلبات الزراعة والري.

## تكاليف السد الإجمالية
تمت إقامة سد وادي عينونة من ضمن مشروع أعلن عام 2009 م شامل تنفيذ 11 سد وقد كان منها سد وادي عينونة، حيث بلغت التكلفة الإجمالية للمشروع حوالي 100 مليون ريال.

## وصلات خارجية
- الموقع الرسمي لوزارة المياه والكهرباء السعودية